# Puszcza Biała
Puszcza Biała este o arie protejată (arie de protecție specială avifaunistică — SPA) din Polonia întinsă pe o suprafață de 83.779,74 ha, integral pe uscat.

## Localizare
Centrul sitului Puszcza Biała este situat la coordonatele 52°42′17″N 21°40′12″E / 52.7046°N 21.6701°E.

## Înființare
Situl Puszcza Biała a fost declarat arie de protecție specială avifaunistică în noiembrie 2004 pentru a proteja 26 de specii de animale.

## Biodiversitate
Situată în ecoregiunea continentală, aria protejată nu include niciun habitat protejat.
La baza desemnării sitului se află mai multe specii protejate de  păsări (26): pescăruș albastru (Alcedo atthis), fâsă-de-câmp (Anthus campestris), acvilă țipătoare mică (Aquila pomarina), cocoșul de mesteacăn (Bonasa bonasia), caprimulg (Caprimulgus europaeus), barză albă (Ciconia ciconia), barză neagră (Ciconia nigra), erete de stuf (Circus aeruginosus), erete cenușiu (Circus pygargus), porumbel de scorbură (Columba oenas), dumbrăveancă (Coracias garrulus), cristeiul de câmp (Crex crex), ciocănitoarea de stejar (Dendrocopos medius), ciocănitoare neagră (Dryocopus martius), presură de grădină (Emberiza hortulana), șoimul rândunelelor (Falco subbuteo), becațină comună (Gallinago gallinago), cocor (Grus grus), codalb (Haliaeetus albicilla), sfrâncioc roșiatic (Lanius collurio), sitar de mâl (Limosa limosa), ciocârlie de pădure (Lullula arborea), viespar (Pernis apivorus), silvie porumbacă (Sylvia nisoria), fluierarul cu picioare roșii (Tringa totanus), pupăză (Upupa epops).